# 瑞达布韦
瑞达布韦（INN：radalbuvir，开发代号：GS-9669）是吉利德科学公司开发的一种用于治疗丙型肝炎病毒（HCV）感染的实验性抗病毒药物。瑞达布韦可充当NS5B抑制剂。该药物目前正处于临床试验阶段。它针对NS5B聚合酶。